# Карау, Гюнтер
Гюнтер Карау (нем. Günter Karau, 20 апреля 1929 — 26 апреля 1986) — немецкий писатель и сценарист.

## Биография
Родился в семье рабочего и окончил среднюю школу в 1947, получив абитур. До 1952 работал, в том числе, детективом в частном сыскном агентстве в Западном Берлине и полицейским. В 1952 переехал в Восточный Берлин, где сначала работал местным редактором и репортёром BZ am Abend. В 1964 перешёл в Neue Berliner Illustrierte, где был заместителем главного редактора. Писал политические и публицистические статьи, рассказы, детские книги и романы. Среди прочего опубликовал шпионский триллер, в котором важную роль играет настольная игра «Го»: «Го или двойная игра в подполье». В основу книги положен сюжет фильма «Chiffriert an Chef – Ausfall Nr. 5», над сценарием которого работал вместе со своей женой Гизелой Карау и Гельмутом Дзюбой. Вместе с женой также написал сценарий к фильму «Долгий путь в школу» по одноимённой детской книге Герхарда Хольц-Баумерта.

## Публикации
- Двойная игра. Воениздат, 1991. ISBN 5-203-00699-7.